# زبان آلمانی پالاتن
زبان آلمانی پالاتَن یا آلمانی فلتسی (به آلمانی پالاتن:Pälzisch؛ به زبان آلمانی:Pfälzisch) گویشی از زبان آلمانی است که در دره راین و به‌تقریب در منطقهٔ میان شهرهای تسوایبروکن، ورمز، کایزرسلاوترن، آلتزی، لودویگسهافن، مانهایم، هایدلبرگ، اشپیر، لانداو این در فالتز، وورث آن در راین و حدود آلزاس در فرانسه بدان سخن می‌رانند. زبان آلمانی پنسیلوانیا عمدتاً دنبالهٔ همین گویش است. 